# Peace River (plaats)
Peace River is een plaats (town) in de Canadese provincie Alberta en telt 6318 inwoners (2006). De plaats ligt aan de Peace River en heette oorspronkelijk Peace River Crossing. In 1916 werd de naam afgekort tot de huidige naam.